# Berndt Seite

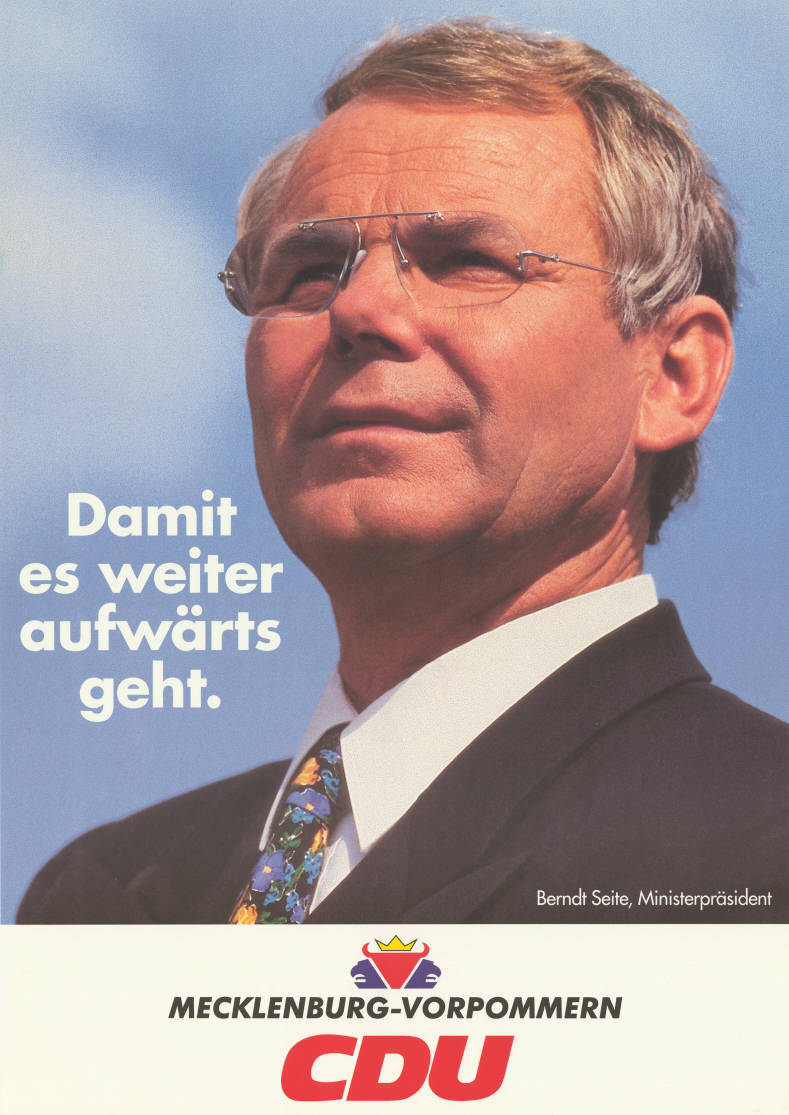
Berndt Seite på CDU-valaffisch från 1994.

Berndt Seite, född 22 april 1940 i Hahnswalde (nuv. Kokotów) nära Obernigk, Schlesien, är en tysk veterinär, författare och kristdemokratisk politiker, tillhörande CDU. Från 1992 till 1998 var han det tyska förbundslandet Mecklenburg-Vorpommerns ministerpresident, mellan 1992 och 1994 som ledare för en högerkoalition mellan CDU och FDP och mellan 1994 och 1998 som ledare för en stor koalition mellan CDU och SDP.

## Biografi
Seite föddes i byn Hahnswalde i Nedre Schlesien och flydde med familjen till nuvarande Sachsen-Anhalt vid krigsslutet 1945. Han gick i grundskolan i Ihleburg nära Magdeburg och tog examen från gymnasiet i Schulpforte. 1963 erhöll han veterinärexamen från Humboldtuniversitetet i Berlin. Han arbetade från 1964 till 1990 som veterinär i Walow nära Malchow i Mecklenburg. 1973 doktorerade han i veterinärmedicin tillsammans med sin fru Annemarie, och var från 1975 även verksam inom den evangelisk-lutherska kyrkan i Mecklenburg.
Under den fredliga revolutionen 1989 var Seite en av grundarna till Neues Forum i Röbel/Müritz, och var 1989–1990 dess talesperson. I de första demokratiska valen 1990 valdes han till lantråd för CDU i Landkreis Röbel/Müritz (idag en del av Landkreis Mecklenburgische Seenplatte) och från 1991 till 1992 var han generalsekreterare för CDU-distriktet i Mecklenburg-Vorpommern.
Efter att Alfred Gomolka (CDU) på grund av interna CDU-konflikter omkring varvsindustrin tvingats avgå som ministerpresident i Mecklenburg-Vorpommern valdes Seite till hans efterträdare 19 maj 1992, i spetsen för en högerkoalition mellan CDU och FDP. Då Gomolka vid denna tidpunkt enligt gällande turordning mellan förbundsländerna även var ordförande för Tysklands förbundsråd och ställföreträdare för Tysklands förbundspresident, övertog Seite även denna funktion fram till oktober 1992.
I augusti 1992, under Seites första regeringsår, inträffade stora upplopp i stadsdelen Lichtenhagen i Rostock, då högerextrema angrep ett bostadshus för vietnamesiska invandrare med Molotovcocktails. Seite tillhörde de politiker inom CDU som under den följande tidens politiska asyldebatt genomdrev en skärpning av den dåvarande asyllagstiftningen.
I valet till Mecklenburg-Vorpommerns lantdag 1994 gjorde CDU ett relativt oförändrat valresultat och gick tillbaka med en halv procentenhet, men då regeringspartnern FDP samtidigt tvingades lämna lantdagen valde Seite att bilda delstatsregering med Socialdemokraterna (SDP). Seite valdes med personmandat i egenskap av majoritetskandidaten från sin valkrets, Müritz I.
I lantdagsvalet 1998 gick CDU kraftigt tillbaka, så att socialdemokratiska SPD och vänsterpartiet PDS kunde bilda en vänsterkoalitionsregering i delstaten, ledd av Harald Ringstorff (SPD), och Seite meddelade under valnatten att han avgick som ministerpresident. Fram till 2002 behöll han sitt mandat i lantdagen, och lämnade därefter politiken för att vara verksam som författare och poet.